# نیل فریزر جانسون
نیل فریزر جانسون (انگلیسی: Neil F. Johnson؛ زادهٔ ۱۹۶۱) فیزیکدان انگلیسی مقیم ایالات متحده آمریکا است.